# Atoka (Nouveau-Mexique)
Pour les articles homonymes, voir Atoka.
Atoka est une census-designated place située dans le comté d'Eddy, dans l’État du Nouveau-Mexique, aux États-Unis. Sa population s’élevait à 1 077 habitants lors du recensement de 2010.

## Source
- (en) Cet article est partiellement ou en totalité issu de l’article de Wikipédia en anglais intitulé « Atoka, New Mexico » (voir la liste des auteurs).

1. ↑  (en) « U.S. Census website », Bureau du recensement des États-Unis (consulté le 14 mai 2011)